# Glia prolifera
Glia prolifera là một loài thực vật có hoa trong họ Hoa tán. Loài này được (Burm.f.) B.L.Burtt mô tả khoa học đầu tiên năm 1991.